# Xian de Juancheng
Le xian de Juancheng (鄄城县 ; pinyin : Juànchéng Xiàn) est un district administratif de la province du Shandong en Chine. Il est placé sous la juridiction de la ville-préfecture de Heze.

## Démographie
La population du district était de 748 181 habitants en 1999.